# Väntans historia
Väntans historia är en svensk kortfilm från 2006 i regi av Jonas Lundberg. I rollerna ses bland andra Sten Ljunggren, Sofia Zouagui och Karin Svennem.

## Handling
En man tittar tillbaka på sitt liv och fylls av sorg. För en terapeut berättar han om sin ungdomskärlek Sarah och ett liv som präglats av kompromisser och ouppfyllda drömmar. På äldre dagar sätter minnet av Sarah igång tankar om hur annorlunda livet hade kunnat vara. Men vad hände egentligen emellan dem?

## Rollista
- Sten Ljunggren – mannen
- Sofia Zouagui – Sarah
- Karin Svennem
- Agneta Jemth

## Om filmen
Filmen producerades av Olivier Guerpillon för Dfm fiktion AB. Den spelades in under augusti och september 2006 i Umeå och Stockholm efter ett manus av Daniel Pedersen och Lundberg. Den fotades av Petrus Sjövik, klipptes av Lundberg och premiärvisades den 28 januari 2006 på Göteborgs filmfestival.